# Hamelin de Ballon
Hamelin de Ballon (c. 1060-5 de marzo de 1105) fue un caballero anglonormando, barón de Abergavenny, señor de Gwent y custodio de las marcas Galesas. Era hijo de Drogo de Ballon, señor de Ballon, un caballero de Sarthe que junto a sus hermanos Wynebald y Wynoc, acompañaron a Guillermo II de Normandía en la conquista de Inglaterra en 1066, aunque no hay constancia que participaron en la batalla de Hastings. El prefijo «Wy» de sus nombres induce a pensar que el origen familar era bretón. Castellano del castillo de Ballon, que reforzó a partir de un antiguo bastión romano. Hamelin y su hermano Wynebald de Ballon llegaron a Inglaterra durante el reinado de Guillermo Rufus. En 1095 fue fundador del priorato de Santa María de Abergavenny, que fue mejorando como benefactor entre 1087 y 1100,
También benefició a la abadía de Saint-Vincent de Le Mans.

## Herencia
Hamelin se casó con Agnes de Londres. Fruto de esa relación nacieron varios hijos:
- William de Ballon y Matthew de Ballon (c. 1080-1100), fallecieron sin descendencia;
- Emmeline de Ballon, esposa de Reginald FitzCount (m. 1145), hijo de Roger de Breteuil.[7]
- Otra hija de nombre desconocido, que fue esposa de Hugh de Gundeville, administrador y justiciar de Enrique II de Inglaterra.

Tras la muerte de Hamelin, y a falta de herederos varones, algunas de sus propiedades y el señorío de Abergavenny se cedieron a Brian Fitz Count, uno de los favoritos de Enrique I de Inglaterra.